# 僕と君の間に
『僕と君の間に』（ぼくときみのあいだに、Between You & I）は、ウルトラジャンプで連載されていた鈴木央による漫画作品。

## 概要
鈴木央初のファンタジー漫画（青年漫画）。過去の作品に比べて掲載誌がマイナーであるため知名度は低い。鈴木は第一巻にて「年上の女性と年下の男の子のコンビが好き」であると告白しており、この作品も主人公である気弱な少年「ホーク」と、超人的な身体能力を持つヒロイン「ダリア」が活躍する物語になっている。
青年向け雑誌での連載ということもあり、前作とは異なり成人向けともいえる性的な表現も見受けられるようになった。特にアマゾネス編ではその傾向が顕著で、ホークがムロアにフェラチオをされていると思われる描写があり、直後のムロアの口元には精液らしき液体が付いていた（単行本では修正されている）。また、その直前のコマでは雑誌掲載時はホークの精液を飲んだと思われる描写だったが、単行本では息を吐いただけになっていた。

## あらすじ
人口管理されていた都市・ヘブンで主人公ホークとセルマは平和に暮らしていた。しかし、ヘブンを脱出したがっていたセルマは夢なかばに逝ってしまう。セルマの意思を継いだホークはヘブンを脱出し、降り立った先の奴隷都市で謎の女性・ダリアとそのお供のシルヴァンに出会う。

## 世界観
地球歴の2090年代後期、人類は過剰な人口増加による食糧及び環境問題に直面し、新たな住居とすべき星々の開拓のため第二次大戦後の米ソ間に起きたよりも激しい宇宙開発競争を展開した。各国が巨大宇宙ステーションや巨大恒星間宇宙船の開発に取り組む中、一部の科学者集団「エグドラシル」により他とは全く根本を違える研究が進められた。それは「パンドラキューブ」と呼ばれるウイルスにより、人を様々な惑星の異常環境に適応できるよう強化された生命体（＝ハイブリッド）へと作り替えることであった。
パンドラキューブウイルスの研究・開発の第一人者がエヴァン・リンデ・ゴストマロフ博士であり、後のハイブリッド達の始祖にあたる。ウイルスの研究は思うように進まず、更には国連があらゆる兵器に勝る脅威になりかねないと判断し、博士率いる８千７名もの科学者を危険思想者として宇宙へ追放した。３０年もの間宇宙をさまよった末、地球の６分の１ほどの大きさだが太陽に近い恒星を持ち重力や大気成分などが地球とほぼ同じ惑星に辿りついた。科学者たちはその後、後の展望の相違から、一から文明を築こうとする「自然派」、地球への望郷の念から地球の景色に似せたドーム型人工都市・ヘブンを作りその中に隠れ住んだ「懐古派」、人類への復讐と地球への帰還を目的にパンドラキューブの開発を再開した「革命派」という３つの派閥に分かれ、革命派および革命派の在住する地域・機関が「エグドラシル」を名乗るようになる。
ゴストマロフ率いる革命派により不足する機材や設備の開発から再スタートしたウイルスの研究は、紆余曲折を繰り返し９００年の歳月を経て完成に至り、そしてハイブリッドが誕生したのが作中から１００年前の出来事となる。
誕生するハイブリッドは不完全なものばかりで、本来パンドラキューブは古代種とも言える正常な人間の血液に完全な反応を示すように作られていたが、地球に似た環境とは言えこの星に追放された科学者たちの子孫は異なる環境に体組織を変質させていた。その為、より古代種に近い血を探すようになり、「自然派」に対して秘密裏に人狩りと呼ばれる虐殺を行うようになる。
ハイブリッドたちは本来の目的に対しては不完全とはいえ、常人の数十倍〜数千倍ほどの身体能力を持っており、パンドラキューブとの反応値が高い者ほど能力が高い。ハイブリッドはゴストマロフの直系の子孫であるバルドル一族と下級兵達によって構成されており、バルドル一族はほとんどの者が数百〜数千の反応値を示すが、ダリアは下級兵達とさほど変わらない100弱であった。その為、一族には極端に弱いダリアを蔑む者もいる。
作中では文明レベルというものが存在し、この派閥の分離により場所によって文明レベルが大きく異なる。ランクはA〜E（Aが最も進んでいてEが最も遅れている）で区別されており、人間が生存不可能なFもあるらしい。現実の世界の基準でいえばEが原始時代〜紀元前4000年頃の有史以前にあたり、Dは〜5世紀の古代、Cは〜15世紀の中世、Bは〜21世紀の近代、そしてAは〜30世紀の新世にあたる。ちなみにホークの故郷であるヘブンはBにあたる。

## 登場人物

### 主要人物
ホーク
本作の主人公。元・ヘブンの住人だが、セルマの意思を継いだ事により世界を旅する事になる。泣き虫で弱っちいが優しい性格の持ち主。父はヘブン一の技師だったが、ホークが子供の頃に母と一緒に飛行機の事故で死んでいる。機械いじりが好きで、ある程度の機械は即席で作ってしまう才能の持ち主だが、エグドラシルのような文明レベルの違いすぎる技術で出来た機械は操作はできても修理はできないらしい。料理の腕もそこそこに上手い。
ダリア
本作のヒロイン。船が壊れて不時着し、船に詳しい人間を探すために奴隷都市の連中にわざと捕まっていた所をホークに出会い、一緒に旅をする事になる。性格は強気で勝気、またホーク曰く「恐ろしくわがまま」だがホークには徐々に本当の感情を表すようになる。普通の人間と比べて非常に高い身体能力を持っている。正体はエグドラシル出身のハイブリッドで、かつバルドル王の四女。エグドラシルの人に対する虐殺行為への抵抗感から任務を装って逃亡していた。ハイブリッドとしての強さを示すパンドラキューブとの反応値は98と低く、一族の中では落ちこぼれで闇星の烙印を押されていた。21歳。
シルヴァン
ダリアのパートナーである意思を持ったロボット。ロボットながら柔らかい材質で出来ているらしく、かなりの衝撃にも耐えることが出来る。動力源は本人曰く半永久的な流動電池。色々な物に形を変える能力を持っており、イメージさえあれば見たことのない機械にも変身できる。性格は大人びており、ホークにはおじいちゃんぽいと言われた。後にゴストマロフの意志が移植されていることが分かる。
セルマ
ホークの幼馴染でヘブンの住人。ヘブンは伝染病や地質の劣化により未来がないと考え、脱出を夢見ていたが夢なかばに逝ってしまう。

### 奴隷国家ドルゴン
文明レベルD、人口17万程度の中規模都市。住民は平民と奴隷の大きく二つに分かれており、奴隷は非常に過酷な生活環境だった。四方を断崖絶壁に囲まれており、かつて少ない食料を巡って住民同士が争い、勝った側が負けた側を奴隷にしたのが奴隷国家のはじまりと言われる。
ドルゴン
奴隷国家の王。奴隷を人間とは思っておらず、面白半分に殺すなど悪政をしていた。文明レベルの高い所の人間であるホークに興味を持ち、掴まえようとしていたが、奴隷の解放を目指すピクトに殺される。嬉しい時に耳をピコピコ動かすのがクセ。
ピクト
奴隷国家に住む奴隷。十五歳のとき、仲間を助けるためにドルゴンを殺そうとしたが失敗し、罰として両親と妹を殺され、弟は連れ去られ、ピクト自身は左目と右足の自由を奪われただけで見せしめとして生かされた。それ以降復讐と奴隷の解放のためにドルゴンの命を奪う機会をうかがうようになる。ドルゴン殺害後の奴隷国家の詳細は不明だが、ピクトは平民として暮らしているようなので奴隷制度が無くなった可能性が高い。
フォモール
ピクトの弟。幼いときにピクトがドルゴンに逆らった事による罪によりドルゴンの城に連れ去られ、ドルゴンの教育により人肉を喰らう化物になる。ピクトの説得により正気を取り戻すが、ドルゴンの部下に狙われたピクトをかばい、死亡。

### アマゾネス
休火山の内部に住む女ばかりの戦闘民族。男の子供が産まれなくなる危機に陥っており、子孫を残すために男に餓えている。
ムロア
アマゾネスの女王。ホークに惚れて己のものにしようとするが、実は彼と共にアマゾネスの集落から逃げようとしていた。しかし、大地震の際、自分の身を犠牲にしてでもホークを助けようとするダリアの姿に心を打たれ、身を引いた。
スミエ
アマゾネスの前女王。ただしムロアには逆らえないらしい。地震により住処を失ってからはムロアと共に行動している。

### デブリナ
スクラップや発明品にあふれた都市。シラーとザイツェフにより非験体と運良く生き残ったデイサン以外は滅ぼされる。
デイサン
エグドラシルについて調べている人物。過去に息子のムンドをエグドラシルに殺されており、ムンドそっくりの風貌を持つホークを一目気に入り、支援するようになる。スミス（バイモ）とは知り合い。

### エグドラシル
全てハイブリッドで構成される軍団および機関。真のハイブリッドになるために非験体を探すため、人狩りを続けていた。
エヴァン・リンデ・ゴストマロフ
パンドラキューブウイルスの研究・開発の第一人者でありバルドル一族の祖先。約1000年前の人物で、地球を追放されてからもエグドラシルを新たに作り出しウイルスの研究を続けた。その後も脳だけの姿になりながらもエグドラシルの実質的長として存在していたが、約15年前に死んだとされる。実はエグドラシルの存在や研究に疑問を抱くようになり、エグドラシルを崩壊させようとしていたが、エレムリスの反逆にあい殺された。その後シルヴァンに自らの意志を移植した。
エレムリス
バルドル一族の長男。36歳。母はベローニャ。パンドラキューブとの反応値は3900。現在のエグドラシルのボス格。力に貪欲で、非験体の血を注入し続けており、その副作用で化物のような姿形をしている。しかし、不純物の多い今の体では究極の存在になれないことに気付き、懐古派の子孫であるセルマの死体を乗っ取り、完全体となる。以前は地球人への報復に熱心だったが、完全体となった後は自分の星も破壊しようとする。ホークにより倒される。
グロキシニア
バルドル一族の次男。34歳。母はベローニャ。反応値1011。エレムリスほどではないものの、一族の親分格。地上への報復に熱心で、完全体となったエレムリスが裏切った事に怒り、彼を止めようとするが返り討ちにあう。
バイモ/スミス
バルドル一族の三男。33歳。母はツルバキア。反応値3300。ダリアやシラーの実の兄。エグドラシルの掲げる地球への報復や、虐殺に疑問を感じ、15年前に一族を裏切る。その後はスミスと名を代え、目立たぬ所で対ハイブリッド用の武器を開発していた。ホークらと出合った後は共にエグドラシルに乗り込み、エレムリスを倒すが、完全体として復活したエレムリスに倒される。
アバ
バイモのパートナー。以前はエグドラシルの下級兵士だったが、バイモと同様にエグドラシルに疑問を感じて裏切る。バイモと同様にエグドラシルに攻め込むが、エレムリスの攻撃で死亡。
シラー
バルドル一族の五女。19歳。母はツルバキア。反応値428。ダリアやバイモの実妹だが、彼らとは違い他の一族同様、人間を殺すことに違和感を覚えていなかった。しかしダリアとホークの絆を見て、バイモの言いつけを守らずに人間を殺し続けた自分を恥じ、エグドラシル崩壊後に兵隊らに人狩りを止めるよう命じた後に自害する。幼少の頃はダリアと仲が良かった。
ザイツェフ
シラーのパートナーである意思を持ったロボット。シルヴァンとどこか似た容貌を持つ。シラーの命によりデブリナの住人を虐殺した。デイサンにより破壊される。
レイン
ダリアの記憶の中に登場する、人狩りによりエグドラシルに捕らわれていた男性。脱出を試みた際に幼少の頃のダリアに匿われる。ダリアと仲良くなるが、その後シラーに見つかり殺されてしまい、彼を助けられなかったことがダリアにとってのトラウマとなった。
カイドウ
バルドル一族の次女。30歳。母はキルタンサス。反応値362。その巨体によるプレス攻撃が自慢で、本人曰く一度に10人は殺せるらしい。ホークらがエグドラシルに攻め込んだ際にアバにより倒される。
モナルダ
バルドル一族の三女。27歳。母はキルタンサス。反応値397。かなりの美人だが、ホークらがエグドラシルに攻め込んだ際にバイモにより倒される。
ネペンシス
バルドル一族の五男。26歳。母はキルタンサス。反応値610。気性が荒く、残虐。同じ一族でありながら極端に弱いダリアのことを嫌っており、何かと嫌がらせをしていた。ホークらがエグドラシルに攻め込んだ際にバイモにより倒される。死ぬ寸前にスミスの正体がバイモであることに気付いていた。
グロリオサ
バルドル一族の長女。33歳。母はベローニャ。反応値913。
アゲラータム
バルドル一族の四男。32歳。母はキルタンサス。反応値775。
パフィオペディルム
バルドル一族の六男。19歳。母はキルタンサス。反応値303。
ブルースター
バルドル一族の七男。15歳。母はキルタンサス。反応値351。

## 書誌情報

### 単行本
| 巻数 | サブタイトル一覧                                                                                 | 初版発売日    | ISBN                   |
| ---- | ------------------------------------------------------------------------------------------------ | ------------- | ---------------------- |
| 1    | DEPARTURE 僕たちの黄昏（その1～4） 惹きよせられて（その1～2）                                    | 2004年9月17日 | ISBN 978-4-08-876680-5 |
| 2    | 惹きよせられて（その3～5） 赤い呪縛（その1～4） INNOCENT（番外編）                               | 2005年6月17日 | ISBN 4-08-876819-1     |
| 3    | 赤い呪縛（その5） 決意の時（その1・2） エグドラシルへ! バイモ 恩讐の民 思い出の君と 僕と君の間に | 2006年4月19日 | ISBN 4-08-877074-9     |